# Hip Hip Hora!
Hip Hip Hora! é um filme sueco de 2004 feito em coprodução com a Dinamarca e a Filnândia. Foi dirigido por Teresa Fabik. O filme foi lançado em 2006 na Inglaterra com o título The Ketchup Effect. Houve um lançamento em DVD em 11 de março de 2005 na Finlândia.
O filme conta a história da adolescente Sofie, que tem sua reputação destruída ao se embriagar pela primeira vez numa festa e ser fotografada numa situação constrangedora, a partir do que ganha a reputação de promíscua na escola. O título do filme é um trocadilho do grito de guerra "hip hip hurra", onde hora em sueco é um termo pejorativo para prostituta.